# Arytera musca
Arytera musca är en kinesträdsväxtart som beskrevs av H. Turner. Arytera musca ingår i släktet Arytera och familjen kinesträdsväxter. Inga underarter finns listade i Catalogue of Life.